# Pavel Sedko
Pavel Ivanovitch Sedko (en russe : Павел Иванович Седько) ou Pavel Ivanavitch Siadzko (en biélorusse : Павел Іванавіч Сядзько) est un footballeur international biélorusse né le 3 avril 1998 à Brest.

## Biographie

### Carrière en club
Natif de Brest, Pavel Sedko effectue sa formation au sein du club local du Dinamo, dont il intègre l'équipe première en 2015 et fait dans la foulée ses débuts en championnat, jouant son premier match le 14 septembre face au Belchina Babrouïsk et marquant son premier but le 5 octobre contre le Dinamo Minsk,.
Utilisé principalement comme un joueur de rotation durant ses premières saisons, apparaissant souvent mais peu titularisé, Sedko prend notamment part à plusieurs parcours du Dinamo en coupe nationale, disputant les deux finales victorieuses de 2017 et 2018. Il fait également ses débuts dans les compétitions européennes à l'été 2017 en disputant la phase qualificative de la Ligue Europa avec notamment un but inscrit face au Rheindorf Altach.
Moins utilisé durant la deuxième partie de la saison 2018, il est prêté en début d'année 2019 à l'équipe voisine du Rukh Brest en deuxième division. Avec 23 matchs joués pour six buts inscrits, il contribue ainsi aux bonnes performances de l'équipe qui termine troisième du championnat et accède à la première division pour la première fois de son histoire à l'issue du barrage de promotion face au Dniapro Mahiliow. Son prêt est par la suite prolongé pour la première partie de l'exercice 2020.
Sedko fait par la suite son retour au Dinamo durant l'été 2020 et prend notamment part à la phase qualificative de la Ligue des champions, marquant un but et délivrant une passe décisive lors de la victoire 6-3 face au FK Astana durant le premier tour de qualification. Le club est par la suite éliminé durant le troisième tour préliminaire par le Maccabi Tel-Aviv puis en barrages de la Ligue Europa par le Ludogorets Razgrad. Il continue ensuite de porter le maillot brestois pendant une grande partie de l'exercice 2021 durant laquelle il inscrit sept buts en vingt matchs.
Le 23 septembre 2021, Sedko quitte le Dinamo Brest et son pays natal pour rejoindre le club russe du Torpedo Moscou, qui évolue alors en deuxième division.

### Carrière internationale
Pavel Sedko est appelé pour la première fois au sein de la sélection biélorusse par Igor Kriouchenko au mois de septembre 2017 et connaît sa première sélection le 9 novembre suivant à l'occasion d'un match amical face à l'Arménie. Après cette apparition, il doit attendre près de quatre ans avant de retrouver le chemin de la sélection, cette fois sous les ordres de Georgi Kondratiev à partir du mois de juin 2021. Il prend alors part aux éliminatoires de la Coupe du monde 2022 durant lesquelles il marque notamment son premier but international le 5 septembre 2021 contre le pays de Galles à l'occasion d'une défaite 3-2. 

## Statistiques
| Saison                | Club                  | Championnat           | Championnat | Championnat | Coupe(s) nationale(s) | Coupe(s) nationale(s) | Compétition(s) continentale(s) | Compétition(s) continentale(s) | Compétition(s) continentale(s) | Total | Total |
| Saison                | Club                  | Division              | M.          | B.          | M.                    | B.                    | Comp.                          | M.                             | B.                             | M.    | B.    |
| 2015                  | Dinamo Brest          | D1                    | 8           | 1           | -                     | -                     | -                              | -                              | -                              | 8     | 1     |
| 2016                  | Dinamo Brest          | D1                    | 12          | 1           | -                     | -                     | -                              | -                              | -                              | 12    | 1     |
| 2017                  | Dinamo Brest          | D1                    | 22          | 1           | 5                     | 1                     | C3                             | 2                              | 1                              | 29    | 3     |
| 2018                  | Dinamo Brest          | D1                    | 16          | 3           | 4                     | 0                     | C3                             | 1                              | 0                              | 21    | 3     |
| 2019                  | Rukh Brest (prêt)     | D2                    | 23          | 6           | 1                     | 0                     | -                              | -                              | -                              | 24    | 6     |
| 2020                  | Rukh Brest (prêt)     | D1                    | 11          | 2           | -                     | -                     | -                              | -                              | -                              | 11    | 2     |
| 2020                  | Dinamo Brest          | D1                    | 11          | 1           | 1                     | 0                     | C1+C3                          | 3+1                            | 1+0                            | 16    | 2     |
| 2021                  | Dinamo Brest          | D1                    | 20          | 7           | 2                     | 1                     | C4                             | 2                              | 0                              | 24    | 8     |
| 2021-2022             | Torpedo Moscou        | D2                    | 2           | 0           | -                     | -                     | -                              | -                              | -                              | 2     | 0     |
| Total sur la carrière | Total sur la carrière | Total sur la carrière | 125         | 22          | 13                    | 2                     | -                              | 9                              | 2                              | 147   | 26    |

## Palmarès
Dinamo Brest
- Vainqueur de la Coupe de Biélorussie en 2017 et 2018.
- Vainqueur de la Supercoupe de Biélorussie en 2018 et 2019.